# Final Fling
Final Fling är en DVD-utgåva med rockgruppen Big Country från 2006. Den första skivan är inspelad inför ca 150 000 åskådare i Berlin året innan muren revs, 1988. Den andra är inspelad under bandets sista turné i maj 2000.

## Låtlista
DVD 1: Fredskonsert i Östberlin, 1988
1. Restless Natives
2. Where the Rose Is Sown
3. Wonderland
4. Look Away
5. Just a Shadow
6. Steeltown
7. Porroh Man
8. The Seer
9. Chance
10. In a Big Country
11. Fields of Fire  (Innehåller även covers på olika låtar, bl.a. Should I Stay or Should I Go? (The Clash) och Walk This Way (Run DMC & Aerosmith)

DVD 2: Driving to Damascus Tour, Live at Glasgow Barrowlands, Maj 2000
1. Harvest Home
2. King of Emotion
3. Driving to Damascus
4. John Wayne's Dream
5. The Storm
6. Where the Rose Is Sown
7. Come Back to Me
8. Somebody Else
9. Dive Into Me
10. Look Away
11. You Dreamer
12. Your Spirit to Me
13. The President Slipped and Fell
14. Lost Patrol
15. Broken Heart (Thirteen Valleys)
16. Inwards
17. Wonderland
18. We're Not in Kansas
19. Porroh Man
20. Chance
21. In a Big Country
22. Fields of Fire